# Columbo: Ein gründlich motivierter Tod
Ein gründlich motivierter Tod (Originaltitel: Double Exposure, Alternativtitel: Ein zu perfektes Alibi) ist eine erstmals im Rahmen der NBC-Sunday-Mystery-Movie-Serie gesendete Episode der Kriminalfilm-Reihe Columbo aus dem Jahr 1973. Die deutschsprachige Erstausstrahlung der vierten Folge der dritten Staffel folgte 1976 im Deutschen Fernsehen. Der US-amerikanische Schauspieler Robert Culp verkörpert als Motivationsforscher und Doppelmörder Dr. Bart Kepple den Gegenspieler von Inspektor Columbo, dargestellt von Peter Falk.

## Handlung
Der erfolgreiche Werbefachmann Dr. Bart Kepple arbeitet an einem Forschungsinstitut, das sich auf dem Gebiet der Motivationspsychologie zum Zweck der Verkaufsförderung spezialisiert hat. Um abtrünnige Geschäftspartner an sich zu binden, arrangiert Kepple verfängliche Zusammenkünfte mit seiner attraktiven Mitarbeiterin Tanya Baker und erpresst diese mit kompromittierenden Fotos. Zu den Betroffenen gehört auch der einflussreiche und verheiratete Victor Norris, der fest entschlossen ist, das zweifelhafte Gebaren dem Bezirksstaatsanwalt zu melden. Aus Sorge um seine berufliche Zukunft plant Kepple, Norris zu erschießen, den Mord dessen Ehefrau anzuhängen und sich selbst ein Alibi für die Tatzeit zu verschaffen. Zur Vorbereitung des Verbrechens fügt er einzelne Bilder von eisgekühlten Getränken in einen Werbefilm ein, den er Norris und anderen Kunden am Abend präsentieren wird. Danach gibt er sich am Telefon mit verstellter Stimme als Bakers Lebensgefährte aus und eröffnet Mrs. Norris, dass ihr Ehemann ein Verhältnis mit seiner Freundin habe. Unter dem Vorwand, ausführliche Erklärungen liefern zu wollen, verabredet er sich mit ihr in der Stadt. Nachdem die Auftraggeber im Institut eingetroffen sind, bietet Kepple Norris versalzenen Kaviar an. In Kombination mit den im Film eingearbeiteten unterschwelligen Reizen, wüstenartigen Motiven und der zuvor absichtlich hochgestellten Temperatur im Kinosaal soll ein akutes Durstgefühl ausgelöst werden. Auf der Bühne hinter einem Vorhang stehend, begleitet Kepple die Filmvorführung anfangs als Erzähler, schaltet dann aber ein vorbereitetes Tonband ein, um sich unbemerkt wegstehlen zu können. Als der geplagte Norris wie erhofft den Wasserspender im Empfangsraum aufsucht, wartet Kepple dort bereits und erschießt ihn. Anschließend deponiert er die großkalibrige Tatwaffe wieder in der Vitrine seines Büros und versteckt den verwendeten „Adapter“ für einen kleineren Patronentyp hinter einem Lampenschirm. Nach dem Ende der Vorstellung finden die verbliebenen Gäste Norris’ Leiche. Routinemäßig schaltet Kepple sein Tonbandgerät ein, um die Reaktionen der Zuschauer aufzuzeichnen.
Während die alarmierte Polizei die Ermittlungen am Tatort aufnimmt, fragt sich Inspektor Columbo, wie der Mörder wissen konnte, wann Norris allein den Saal verlassen würde. Außerdem zeigt er sich verwundert über Kepples Geistesgegenwart, unter den gegebenen Umständen an die nebensächliche Bandaufnahme zu denken. Schon bald gerät Mrs. Norris unter Verdacht, weil Kepple den Inspektor im Rahmen der Befragung über den vermeintlichen Seitensprung des Opfers aufklärt. Beim Besuch in ihrem Haus berichtet die Witwe am nächsten Tag wahrheitsgemäß von dem mysteriösen Anrufer. Nach über einer Stunde vergeblichen Wartens am vereinbarten Treffpunkt sei sie nach Hause zurückgekehrt. Trotz des fehlenden Alibis vertraut Columbo auf seinen Instinkt und sieht von einer Verhaftung ab. In der Folge informiert sich der Inspektor über Kepples Forschungsschwerpunkt und überrascht ihn bei einer Versuchsanordnung zur Analyse des Käuferverhaltens in einem Supermarkt. Der ballistische Bericht habe ergeben, dass die Waffen in Kepples Büro das falsche Kaliber besitzen und somit für die Tat nicht infrage kommen. Später sucht Roger White, der Filmvorführer des Institutes, seinen Vorgesetzten auf. Anhand der Klebestellen in der Filmrolle sei ihm bewusst geworden, wie Kepple den Mord begangen hat. Er fordert 50.000 US-Dollar als Gegenleistung für sein Schweigen. Kepple geht zum Schein auf die Erpressung ein und vertröstet ihn zur endgültigen Abwicklung der Vereinbarung auf den Abend. In der Zwischenzeit verschafft er sich Zugang zu Norris’ Haus, um eine kleinkalibrige Pistole zu entwenden. Im Anschluss fährt er zu einem Privatkino, in dem White seinem Nebenjob nachgeht, und erschießt den lästigen Mitwisser im Vorführraum.
Derweil lässt sich Columbo von einem Filmeditor die Vorgehensweise bei der Platzierung von subliminalen Werbebotschaften erläutern. Doch die einzige verfügbare Version des am Mordabend gezeigten Filmes enthält keine solchen verräterischen Ausschnitte. Der Inspektor wird über Whites Ermordung benachrichtigt und nimmt Kepple mit zum Tatort. Obwohl die registrierte Tatwaffe zurückgelassen wurde, glaubt er nach wie vor nicht an die Verstrickung von Mrs. Norris in den Fall. Mithilfe der abgespulten Filmrolle im Projektor kann der Todeszeitpunkt jedoch auf einen Zeitraum eingegrenzt werden, zu dem sich Kepple und Columbo gemeinsam am Institut aufhielten. Dennoch deuten die zusammengetragenen Indizien auf Kepple als Täter hin, zumal der zweite Mord auch deutlich früher hätte stattfinden können und der Verdächtige demnach kein Alibi besäße. Um den fehlenden Nachweis der Schuld zu erbringen, begibt sich der Inspektor in Kepples leeres Büro und bittet einen Polizeifotografen, einige Aufnahmen von sich und den Einrichtungsgegenständen anzufertigen. Tags darauf zeigt Kepple den Werbefilm weiteren Interessenten. Noch während der Vorführung eilt er an seinen Arbeitsplatz und kontrolliert, ob sich der Adapter nach wie vor in der Lampe befindet. In diesem Augenblick kommen Columbo und der Fotograf aus ihrem Versteck. Der Adapter passt exakt in den Lauf der Waffe aus dem gläsernen Schaukasten. Kepple erkennt, dass er mit den eigenen Methoden geschlagen wurde: Die Fotos vom Inspektor im Büro wurden in den zuvor gezeigten Film integriert, damit Kepple im Unterbewusstsein den Fund des Beweisstückes befürchtet und sich selbst verrät.

## Hintergrund
Der Drehbuchautor Stephen J. Cannell verfasste zum ersten und einzigen Mal die Vorlage für eine Episode der Fernsehreihe. Als selbsterklärter Columbo-Anhänger nutzte er den Autorenstreik im Jahr 1973, um das vollständige Skript anfänglich nur zu seinem Zeitvertreib zu schreiben. Nach dem Ende des Arbeitskampfes überzeugte er die Produzenten mit einer unkonventionellen Handlung, die er seiner früheren College-Arbeit entnommen hatte. Für die Besetzung des Antagonisten hatte er bereits konkrete Vorstellungen. Cannell erläuterte: “I always wanted to write a Columbo, but other commitments kept getting in the way. Then there was a writers’ strike and I had all this time on my hands. When I was in college, I had written a thesis on subliminal cuts. I found that thesis while I was cleaning out my garage, and I thought it was a terrific idea for a Columbo. So, during the strike, I wrote it on spec. I did it just for the heck of it. I was entertaining myself. I swung by Dean Hargrove’s office and said, ‘Here, I was bored and wrote this during the strike. If you like it, use it.’ […] Robert Culp was exactly the guy I pictured. But I never said to anyone, ‘Gee, Robert Culp would be perfect for this.’” (deutsch: „Ich wollte schon immer einen Columbo schreiben, aber andere Verpflichtungen standen mir immer wieder im Weg. Dann gab es einen Autorenstreik und ich hatte ganz viel Zeit zur Verfügung. Während meines Studiums hatte ich eine Abhandlung über subliminale Botschaften geschrieben. Diesen Aufsatz habe ich beim Aufräumen meiner Garage gefunden und hielt ihn für eine hervorragende Idee für einen Columbo. Also habe ich sie während des Streiks auf Verdacht niedergeschrieben. Ich habe es nur zum Spaß gemacht. Ich habe mich dabei amüsiert. Ich ging zu Dean Hargroves’ Büro und sagte: ‚Ich war gelangweilt und habe das Skript während des Streiks verfasst. Wenn es Dir gefällt, nimm es.‘ […] Robert Culp war genau der Typ, den ich mir vorgestellt habe. Aber ich habe nie zu jemandem gesagt: ‚Robert Culp wäre dafür perfekt geeignet.‘“)
Obwohl ursprünglich eine Langfolge vorgesehen war, kürzten die Produzenten die Episode um etwa 20 Minuten. Zu den herausgeschnittenen Passagen gehörte auch die Eingangssequenz, in der Dr. Bart Kepple sein späteres Opfer Victor Norris in dessen Villa aufsucht. Dieser kündigt an, den Erpressungsversuch des Geschäftspartners nach dem Seitensprung mit Tanya Baker seiner Ehefrau und den Behörden zu melden. Kepple besteht jedoch darauf, dass Norris den Vertrag mit ihm verlängert. Daraufhin bedroht Norris den Kontrahenten mit seiner kleinkalibrigen Waffe. Später schickt Kepple Baker mit der unzutreffenden Behauptung, Mrs. Norris habe die Wahrheit herausgefunden, auf eine längere Reise nach Europa. Erst danach beginnt er mit den Mordvorbereitungen, die den Auftakt zur finalen Schnittversion bilden. Für den Zuschauer ergibt sich das Motiv des Täters somit ausschließlich aus dem Telefongespräch mit Mrs. Norris sowie aus dem kurzen Dialog zwischen Kepple und Norris unmittelbar vor der Präsentation des Werbefilmes. Unklar bleibt, warum er mit den Räumlichkeiten im Haus des Ermordeten bei der Suche nach dem Revolver vertraut ist und das für den „Adapter“ benötigte Kaliber kennt. Eine andere nicht verwendete Szenenfolge beinhaltet einen weiteren Auftritt von Mrs. Norris in der Mitte der Handlung. Nachdem Kepple den Filmvorführer Roger White erschossen hat, lockt er sie unter einem Vorwand in das Kino. Als Kepple und Columbo dort eintreffen, befindet sich die Frau im Vorführraum und wird aufgrund der sichergestellten Tatwaffe und ihrer Anwesenheit am Tatort zur Hauptverdächtigen. Der Inspektor stellt sie nach einer kurzen Befragung dem tatsächlichen Mörder vor, in der Hoffnung, sie würde Kepples Stimme erkennen.
Obwohl Arlene Martel als Darstellerin der Tanya Baker in den Filmcredits aufgeführt wird, erscheint sie nach den Kürzungen der Episode nicht leibhaftig. Cannell benannte die Figur nach seiner Tochter Tawnia und dem Geburtsnamen seiner Mutter.
Als Columbo am Tatort erscheint, entschuldigt er sich für seine Müdigkeit mit der Begründung, er habe bis spät in die Nacht am Hayward-Fall gearbeitet. Hierbei handelt es sich um den ersten Verweis auf eine frühere Episode innerhalb der Reihe. Gemeint ist der Senatskandidat Nelson Hayward, der in der Vorgängerfolge Stirb für mich seinen Wahlkampfmanager ermordet hat.
Der englische Originaltitel kann auf verschiedene Weise interpretiert werden: Die vordergründige Übersetzung „Doppelbelichtung“ spielt im weiten Sinn auf den Werbefilm mit seinen unterschwelligen Reizen an. Ferner bedeuten die beiden Einzelbegriffe „double“ und „exposure“ in der Zusammensetzung auch „zweifache Enthüllung“ und beziehen sich damit auf Kepples Mordmotive sowohl hinsichtlich der drohenden Bloßstellung durch Victor Norris als auch in Bezug auf die Erpressung durch Roger White.

## Besetzung und Synchronisation
Die deutschsprachige Synchronfassung entstand im Jahr 1975 bei der Studio Hamburg Synchron nach einem Dialogbuch von Werner Bruhns.
| Figur               | Darsteller       | Deutscher Sprecher  |
| ------------------- | ---------------- | ------------------- |
| Lieutenant Columbo  | Peter Falk       | Klaus Schwarzkopf   |
| Gaststars           |                  |                     |
| Dr. Bart Kepple     | Robert Culp      | Lothar Blumhagen    |
| Victor „Vic“ Norris | Robert Middleton | Alf Marholm         |
| Roger White         | Chuck McCann     | Volker Lechtenbrink |
| Mrs. Norris         | Louise Latham    | Marianne Kehlau     |
| Weitere Darsteller  |                  |                     |
| Tanya Baker         | Arlene Martel    |                     |
| Pressefotograf      | Danny Goldman    | Lutz Mackensy       |
| 1. Detective        | John Milford     | Lothar Grützner     |
| Filmeditor          | George Wyner     | Wolfgang Draeger    |
| Ballistiker         | Richard Stahl    | Hubert Suschka      |
| Patterson           | Francis DeSales  | Günter König        |
| Haushälterin        | Alma Beltran     |                     |
| Detective Marley    | Dennis Robertson | Henry Kielmann      |
| 2. Detective        | Harry Hickox     | Otto Kuhlmann       |
| Norbert             | E. A. Sirianni   | Rolf Mamero         |

## Rezeption
Die Fernsehzeitschrift TV Spielfilm vergab eine positive Wertung (Daumen hoch): „Intelligenter Krimi mit zwei Schlitzohren.“
Der Autor Michael Striss wertete mit drei von vier Sternen (sehr empfehlenswert). Er hob das gelungene Drehbuch sowie das psychologische und verbale Duell mit dem Widersacher hervor: „Diese Episode lebt von einer durchdachten und spannenden Story ebenso wie von dem diesmal besonders verbissenen Kampf beider Gegner, die hier schon zum dritten Mal gemeinsam in den Ring stiegen. Robert Culp festigte damit seinen Ruf als überzeugender Serien-Killer.“
Der Autor Mark Dawidziak ergänzte: „Es ist bedauerlich, dass Cannell keine weiteren Columbo-Folgen geschrieben hat. Er hat die Sendung auf jeden Fall verstanden und sich ein großartiges Duett für Falk und Culp ausgedacht. Tatsächlich unterstreichen seine Dialoge die Vorstellung, dass wir uns ein Spiel ansehen. Als Columbo einen bestimmten Trick versucht, antwortet Kepple mit den Worten: „Ich werde mitspielen.“ In anderen Szenen wird das Geben und Nehmen immer weniger verschleiert. Cannells Drehbuch treibt das Spiel kunstvoll und fesselnd voran. Falk und Culp sind der Situation gewachsen.“